# Акоста, Хорхе Руффьер
Хо́рхе Руффье́р Ако́ста (исп. Jorge R. Acosta; 1908, Пекин, Китай — 5 марта 1975, Мехико) — мексиканский археолог, изучал археологические памятники в Мезоамерике, в том числе Чичен-Ица, Теотиуакан, Оахака, Монте-Альбан и Тула.

## Биография
Родился в Пекине (Китай) в семье дипломата на службе в Порфирио Диаса во время правления династии Цин. В 1928 году впервые поучаствовал в археологических раскопках на территории Гватемалы. В конце 1930—1940-х годах участвовал в раскопках Монте-Альбан при группе Альфонсо Касо. В 1940 году участвовал в серии археологических работ в районе города Толлан-Сикокотитлан (или Тула), Акоста доказал что там селился народ тольтеки. В ходе раскопок был найден уникальный памятник архитектуры Атланты Тула. 
В 1961 году завершил археологические работы в Туле, в ходе работы он доказал влияние найденных находок на последующие цивилизации (особенно ацтеков). Позже был на раскопках городов Теотиуакан и Паленке. До конца жизни работал в агентстве Национальный институт антропологии и истории. 

## Память
- В честь Акосты был назван археологический музей[исп.] в Туле.